# Uivo

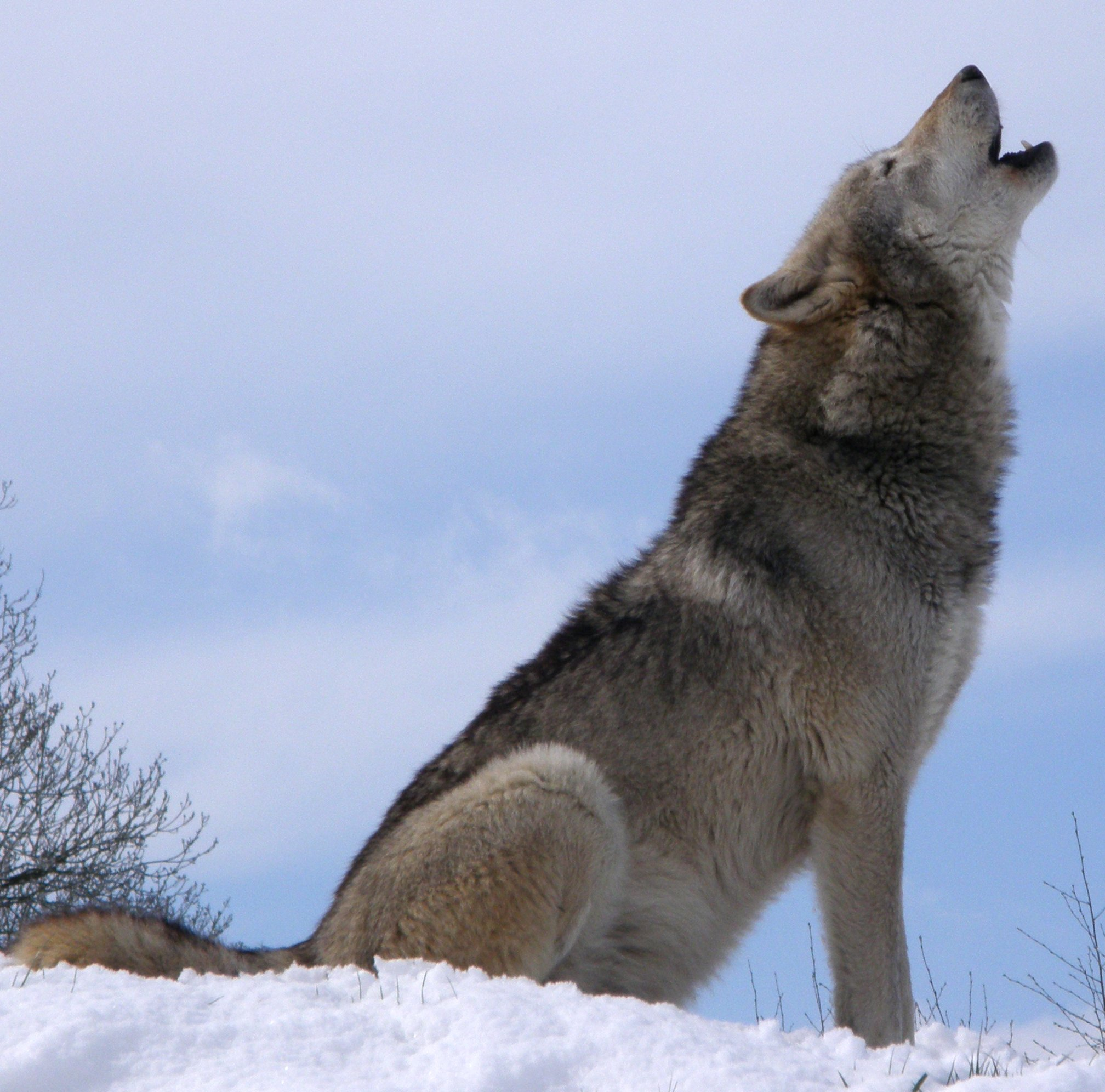
Um lobo cinzento uivando.

O uivo é uma forma vocal de comunicação animal observada na maioria dos canídeos, especialmente lobos, coiotes, raposas e cães, bem como em gatos e algumas espécies de macacos. Os uivos são sons longos e sustentados, altos e audíveis a grandes distâncias, frequentemente com alguma variação de tom ao longo do som. O uivo é geralmente usado por animais que apresentam esse comportamento para sinalizar suas posições uns aos outros, chamar o grupo para se reunir ou marcar seu território. Esse comportamento é ocasionalmente imitado por humanos e foi observado tendo diferentes graus de significado na cultura humana.